# Seznam starostů Šternberka
Toto je seznam starostů města Šternberk (včetně jiných nejvyšších představitelů tohoto města v jiných historických obdobích, jako předsedové MNV a MěNV).

## Seznam purkmistrů Šternberka před rokem 1850
- Franz Richter (1805–1819)
- Johann Blaslus (1819–1827)
- Florian Fiedler (1827–1838)
- A. v. Grätz (1838–1840)
- Philipp Ronge (1840–1850)

## Seznam starostů Šternberka v letech 1850–1919
- Franz Friedrich (1850–1860)
- Johann Aulegk (1860–1864)
- Ferdinand Frank (1864–1867)
- Johann Aulegk (1867–1870)
- Karl Mikulaschek (1870–1873)
- Adolf Klim (1873–1875)
- Wilhelm Schmidt (1875–1885)
- Emil Noha (1885–1906)
- Josef Fiedler (1906–1912)
- Johann Langer (1912–1919)

## Seznam starostů Šternberka v letech 1919–1945
- Hieronymus Schlossnikel (1919–1923)
- Stefan Maly (1923–1931)
- Mj. Musill (1931–1938)
- Alois Pauler (1938–1945)

## Seznam starostů Šternberka po roce 1990
- Jarmila Škráčková (1990–1993), OF[1]
- Pavel Stonawský (1994–2001), SNK, NEZ[2][3][4][5]
- Petr Skyva (2001–2006), ODS[5][6]
- Jaromír Sedlák (2006–2012), ODS[7]
- Stanislav Orság (od r. 2012), ODS[8][9]